# 55 Orionis
55 Orionis är en misstänkt variabel i stjärnbilden Orion.
55 Orionis varierar mellan visuell magnitud +5,33 och 5,40 utan någon fastställd periodicitet. Den befinner sig på ett avstånd av ungefär 1050 ljusår.